# Anguilla megastoma
Anguilla megastoma är en fiskart som beskrevs av Kaup, 1856. Anguilla megastoma ingår i släktet Anguilla och familjen egentliga ålar. Inga underarter finns listade i Catalogue of Life.